# UTC−12:00
UTC−12:00 là một múi giờ hàng hải gồm những vùng biển động giữa kinh tuyến 180°Tây và 172°30′Tây. Trừ 12 giờ từ Giờ phối hợp quốc tế để được giờ cho vùng này. Không có người sống trong vùng thời gian này.